# Argyrolepidia repens
Argyrolepidia repens là một loài bướm đêm trong họ Noctuidae.